# Botanist's Repository, for new, and rare plants
Botanist's Repository, for new, and rare plants (abreviado Bot. Repos.) es un libro con descripciones botánicas que fue escrito por el botánico Henry Charles Andrews y editado en Londres en diez volúmenes en los años 1797-1814.